# Anne Brandon, Baroness Grey of Powys
Anne Brandon, Baroness Grey of Powys (* zwischen 1506 und 1509; † Januar 1558) war eine englische Adlige und älteste Tochter von Charles Brandon, 1. Duke of Suffolk aus seiner ersten Ehe mit Anne Browne. Unter obskuren Umständen geboren und unter ständigem Verdacht der Illegitimität kämpfte sie zeit ihres Lebens um ihre gesellschaftliche Anerkennung als Miterbin ihres Vaters. Ihr Ehebruch und ihr offenes Zusammenleben mit ihrem Liebhaber riefen einen Skandal hervor und führten zur Trennung von ihrem Mann Edward Grey, 3. Baron Grey of Powys. Über ihre Halbschwester Frances Brandon war sie eine Tante der Neuntagekönigin Lady Jane Grey.

## Leben

### Kindheit
Anne wurde als älteste Tochter des Charles Brandon und der Anne Brownes in London geboren. Ihr genaues Geburtsdatum ist umstritten, da die Ehe ihrer Eltern alles andere als normal begann. Charles Brandon war ungefähr im Jahr 1503 auf Anne Browne aufmerksam geworden, eine Tochter von Sir Anthony Browne, des Gouverneurs von Calais, die der Königin Elizabeth of York als Hofdame diente. Die beiden verlobten sich vor Brandons Gönner Henry Bourchier, 2. Earl of Essex, was damals so bindend war wie eine tatsächliche Eheschließung, und Anne wurde schwanger. Doch im Sommer 1506 verließ Brandon seine schwangere Verlobte und heiratete stattdessen ihre Tante Lady Margaret Mortimer, Tochter des John Neville, 1. Marquess of Montagu, die fast zwanzig Jahre älter als er selbst und zweifach verwitwet war. 
Währenddessen gebar Anne Browne ihr Kind, mit hoher Wahrscheinlichkeit Anne Brandon. In der Biographica Britannia heißt es: „Sir Charles Brandon schloss einen Vertrag zur Eheschließung mit einer Dame namens Mistress Anne Browne und noch vor der Hochzeit hatte er eine Tochter mit ihr, die später Lord Powys heiratete.“ Es ist heute allerdings nicht mehr eindeutig festzustellen, ob Anne Brandon tatsächlich das Kind war, mit dem Anne Browne 1506 schwanger war, da Jahre später Freunde behaupten sollten, dass Anne Browne wegen des Schocks über Brandons Verrat eine Fehlgeburt erlitt. In jedem Fall kehrte Charles Brandon 1508 zu Anne Browne zurück und heiratete sie. Kurz nach der Geburt einer zweiten Tochter namens Mary, benannt nach ihrer Patin María de Salinas, Baroness Willoughby de Eresby, starb Anne Browne im Sommer 1510.
Um 1514 herum gelang es Charles Brandon, der inzwischen zum Duke of Suffolk erhoben worden war, seine älteste Tochter am Hofe von Margarete von Österreich in den Habsburgischen Niederlanden unterzubringen. Diese hatte auch die junge Anne Boleyn unter ihrer Obhut, es ist allerdings unbekannt, ob Anne Brandon jemals Kontakt zu der zukünftigen Königin hatte. Zusammen mit ihr kam ein namentlich unbekanntes Mädchen an Margaretes Hof, das Suffolk nach eigenen Angaben gerettet und adoptiert hatte. Sie war als Freundin und Gefährtin für Anne vorgesehen, allerdings wurde sie wieder zurück nach England geholt, als Suffolks Flirten mit Margarete die europäischen Höfe empörte.
Somit blieb Anne für ungefähr ein Jahr allein am Hof der Regentin, doch kurz nach der Hochzeit Suffolks mit Mary Tudor bestand die französische Königswitwe darauf, das Mädchen in ihren Haushalt aufzunehmen. Margarete selbst protestierte gegen diese Entscheidung mit der Begründung: „Wenn Ihr sie mir lassen wollt, habe ich vor, sie so zu erziehen, dass es Euch Grund zur Freude geben sollte.“ Suffolk hatte nach eigenen Angaben Anne an Margaretes Hof belassen wollen, entsprach aber dem Wunsch seiner Frau und ließ seine Tochter im Sommer 1515 von Sir Edward Guildford und William Wodale nach England zurückholen. Gemeinsam mit ihrer jüngeren Schwester Mary und den bald folgenden Halbgeschwistern Frances, Eleanor und Henry wuchs Anne in den nächsten Jahren größtenteils in Westhorpe auf.

### Baroness Grey of Powys
Zwei Jahre nach seiner Hochzeit mit Mary Tudor erwarb Suffolk die Vormundschaft des minderjährigen Edward Grey, 3. Baron Grey of Powys. Als gesetzlicher Vormund hatte er nun das Recht zu entscheiden, wen Edward Grey heiraten solle, und verlobte ihn mit Anne. Um diese Ehe zu ermöglichen, musste Suffolk oder auch einer seiner Freunde eintausend Pfund zahlen. Die beiden heirateten im März 1525 in Welshpool, Wales und Anne erhielt den Höflichkeitstitel Baroness Grey of Powys, obwohl sie bekannter wurde unter dem Kurznamen „Lady Powys“.
Im Jahr 1528 unternahm Suffolk endlich Schritte, um die Legitimität Annes und ihrer Geschwister von Mary Tudor zu sichern. Die Annullierung seiner Ehe mit Margaret Mortimer war seinerzeit nicht von Rom bestätigt worden, weshalb sowohl Anne Brownes als auch Mary Tudors Kinder nach gängigem Recht Bastarde gewesen wären. Kardinal Thomas Wolsey gelang es schließlich eine päpstliche Bulle zu bekommen, die erklärte, dass Suffolks Ehe mit Mortimer in der Tat ungültig und lediglich Anne Browne und Mary Tudor Suffolks legitime Ehefrauen waren. Dennoch wurde Anne nach wie vor nicht völlig gleichberechtigt mit ihren Geschwistern betrachtet, da sie im Gegensatz zu ihnen mit hoher Wahrscheinlichkeit außerehelich geboren und erst im Nachhinein durch die Eheschließung ihrer Eltern legitimiert worden war.
In den nächsten Jahren war Anne des Öfteren bei Hofe zu finden. So erhielt sie im Januar 1532 silberne Falkenhauben als Geschenk und wurde später eine Hofdame der Königin Jane Seymour. Die Ehe mit Edward Grey gestaltete sich allerdings zusehends schwieriger. Obwohl Suffolk sein Möglichstes für die Eheleute tat, indem er ihnen beispielsweise in den frühen 1530ern einen Hof zum Geschenk machte, wurden die beiden nicht glücklich miteinander. Die eheliche Krise verschärfte sich noch, als Anne sich einen Liebhaber nahm, den Esquire Randall Haworth (manchmal auch Randolph oder Ralf). Ein Zeitgenosse beschrieb Anne und ihre Schwester Mary, die gleichfalls mit Eheproblemen kämpfte, als „schöne Frauen“, die jedoch „auf die schiefe Bahn gerieten und ordinäre Frauen wurden“. Da Anne sich irgendwann nicht mehr die Mühe machte, ihre Affäre zu verheimlichen, kam es zu einigen Szenen zwischen ihr und Edward Grey. Der Baron ließ Haworth in einer nächtlichen Aktion gewaltsam aus Annes Schlafzimmer entfernen und entführte ihn.
Entsetzt über die Schande, die Anne über die Familie brachte, bat Suffolk den Minister Thomas Cromwell darum, „meiner Tochter Powys nach wie vor gewogen zu bleiben“, und versprach ein guter Vater für sie zu sein, „solange sie Euren Rat befolgt und anschließend ein ehrliches Leben führt, so dass es Euch und mir zur Ehre gereicht.“ Anne lief jedoch mit Haworth davon und weigerte sich, zu ihrem Ehemann zurückzukehren. Edward Grey erklärte daraufhin 1537 die offizielle Trennung von seiner Frau, auch wenn die Ehe auf dem Papier bestehen blieb. Cromwells Vermittlung sicherte ihr eine Jahresrente von 100 englischen Pfund. Laut einer Quelle lebten Anne und Haworth anschließend in der Gemeinde von St Clement Danes. 1540 zog Edward Grey erneut vor Gericht, diesmal mit der Anklage, dass seine Frau und ihr Liebhaber planten, ihn zu ermorden. Des Weiteren verlangte er, dass Anne wegen Ehebruchs belangt werden sollte, da sie „fortwährend und Tag für Tag ihre Abscheulichkeit und Hurerei fortsetzte“. Seine Bestrebungen blieben jedoch erfolglos. Möglicherweise waren die Anschuldigungen der Anlass für Suffolk, seine älteste Tochter zu enterben. Finanziell betrachtet war die Enterbung ein harter Schlag für Anne, da sie als Ehebrecherin auch keinen Anspruch auf ihr Wittum mehr hatte.

### Erbschaftsstreitigkeiten
Nach dem Tod ihres Vaters im Jahr 1545 war Anne nicht gewillt, ihren Ausschluss aus der Erbfolge auf sich beruhen zu lassen. Ihre Schwester Mary war inzwischen gestorben und der Haupterbe ihres Vaters war Henry Brandon, 2. Duke of Suffolk, sein ältester Sohn aus der Ehe mit Katherine Willoughby. Neben ihm wurden noch seine Mutter, sein Bruder Charles Brandon und ihre Halbschwestern Frances und Eleanor in Suffolks Testament bedacht. Eleanor Brandon schrieb in ihrem einzigen überlieferten Brief an ihren Ehemann Henry Clifford: „Meine Schwester Powys ist zu mir gekommen und möchte dich unbedingt sehen, was angesichts der Umstände wahrscheinlich bald der Fall sein wird.“ Möglicherweise war Anne lediglich von schwesterlicher Sorge motiviert, da Eleanor zu diesem Zeitpunkt krank war. Es ist jedoch ebenfalls möglich, dass der Besuch etwas mit Annes Bestrebungen zu tun hatte, sich ihren Erbanteil zu sichern.
Annes Chancen auf Anerkennung als legitime Erbin ihres Vaters stiegen beträchtlich, als im Juli 1551 ihre Halbbrüder Henry und Charles am Englischen Schweiß starben. Da nun die männliche Linie des Hauses Brandon ausgestorben war, stand Anne theoretisch als Suffolks älteste Tochter in der Erbfolge an erster Stelle. Die Zweifel an ihrer Legitimität erschwerten diesen Anspruch allerdings. Zunächst sicherte sie sich die Unterstützung des Richters John Beaumont aus Chancery, der ihr bei der Fälschung diverser Papiere half. Laut diesen Papieren hatte ihr Vater Suffolk ihr angeblich diverse Ländereien vermacht, die aber in Wahrheit ihrer Schwester Frances gehörten. Beaumonts Belohnung für die Fälschung bestand darin, dass Anne ihm diese erschwindelten Ländereien verkaufte, so dass sein eigener Besitz vergrößert wurde. Anne selbst behielt den Gewinn aus dem Verkauf der Ländereien und erhielt von Beaumont einen Hof, der zu einem Landgut gehörte. Allerdings flog der Schwindel im Jahr 1552 auf und am 9. Februar wurde Beaumont auf Befehl des jungen Königs Eduard VI. ins Gefängnis geworfen. Für Anne hingegen ist keine Strafe verzeichnet. Im Sommer desselben Jahres starb ihr Ehemann Edward Grey, woraufhin Anne ihren langjährigen Liebhaber Haworth heiratete. Sie und er versuchten in den darauf folgenden Jahren auch mehrmals vor Gericht Annes Wittum zu beanspruchen.

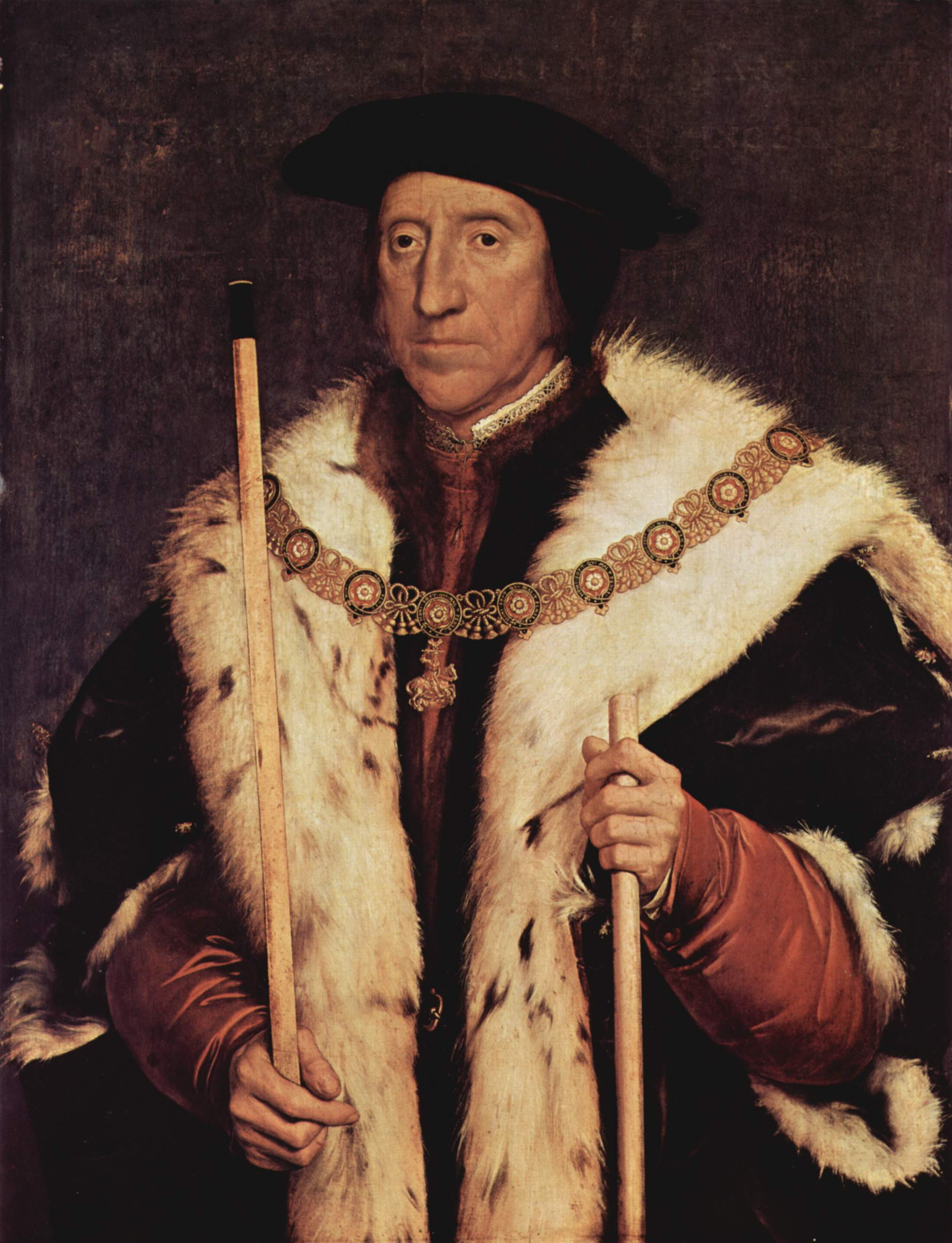
Thomas Howard von Hans Holbein dem Jüngeren

Als nächstes Manöver, um ihren Erbanspruch durchzusetzen, versuchte Anne 1552 vor Gericht zu beweisen, dass ihre Halbschwestern illegitim waren, da zum Zeitpunkt ihrer Geburt Suffolks Scheidung von Margaret Mortimer noch nicht ratifiziert worden war. Da ihre eigene Legitimität fragwürdig war, holte sie Freunde in den Zeugenstand, die erklärten, dass Anne Brandon erst nach der Eheschließung ihrer Eltern geboren worden wäre. Das Kind, mit dem Anne Browne zum Zeitpunkt von Suffolks Ehe mit Margaret Mortimer schwanger gewesen war, wäre bei einer Fehlgeburt gestorben. Frances Brandon und ihr Ehemann hingegen schworen, dass Anne unehelich gezeugt und geboren wurde. Hinzu kam eine weitere Schwierigkeit. Das genaue Geburtsdatum eines Kindes wurde meistens erst beim Tod eines Elternteils ermittelt und das auch nur, wenn das Kind der Haupterbe war. Somit lagen zu Annes tatsächlichem Geburtsdatum keinerlei Aufzeichnungen vor. Um das Durcheinander schließlich zu klären, wurden Walter Devereux, Viscount Hereford und Thomas Howard, 3. Duke of Norfolk als Zeugen befragt. Der bereits sehr betagte Norfolk war zu diesem Zeitpunkt im Tower of London inhaftiert und musste extra für die Gerichtsverhandlung aus seiner Zelle geholt werden. Beide sagten übereinstimmend aus, dass Suffolk bereits vor ihrer Heirat ein Verhältnis mit Anne Browne hatte, wobei Hereford bestätigte, dass Anne unehelich geboren worden war. Ihre Schwestern Frances und Eleanor dagegen wurden vom Gericht als legitime und rechtmäßige Erben bestätigt.
Mittlerweile war Eleanor Brandon gestorben und ihre Erbansprüche waren auf ihre Tochter Margaret Clifford übergegangen. Sie, Mary Brandons Sohn Sir William Stanley und Frances Brandon waren nun Annes Mitbewerber um Suffolks Erbe. Um den Streit beizulegen, versuchte man sich am 15. September 1554 auf eine Übereinkunft zu einigen. In ihr wurde festgelegt, dass Anne eine Jahresrente von 100 englischen Mark bekommen sollte. Im Fall ihres Todes sollte ihr Ehemann Haworth 40 englische Mark als Jahresrente erhalten. Annes Ehen waren beide kinderlos geblieben, so dass ihre Ansprüche im Gegensatz zu ihren Schwestern nicht auf Nachkommen übertragen werden würden. Jede Partei musste eine Kaution von 3000 Pfund leisten, als Garantie dafür, dass die Übereinkunft eingehalten wurde. Doch bald brach erneut Streit um die Ländereien aus Suffolks Nachlass aus, die nach dem Tod seiner Witwe Katherine Willoughby an Suffolks verbliebene Erben zurückfallen würden. Im Mai 1557 wurde ein erneuter Versuch gestartet, die Übereinkunft einzuhalten. Schließlich einigte man sich darauf, Anne und Randall ihre Rückstände und Kosten zurückzuzahlen. Der Betrag belief sich auf 100 Pfund.

### Tod
Anne Brandon starb im Januar 1558. In ihrem Testament bezeichnete sie sich als Suffolks legitime Tochter und Miterbin und benannte zwei Orte, in denen sie bestattet werden wollte. Der erste Wunschort war St Paul’s Cathedral „rechts über den Stufen, die zum Altar führten“, der zweite die Westminster Abbey. Am 13. Januar wurde sie entweder in Westminster Abbey selbst oder der angrenzenden St Margaret’s Church beigesetzt. Ihre religiöse Ausrichtung ist nicht bekannt, doch da zum Zeitpunkt von Annes Tod Königin Maria I. regierte, wurde das Begräbnis nach katholischem Ritus „mit großem Pomp“ vollzogen. Ihre jüngere Schwester Frances Brandon, mit der sie die letzten Jahre im Rechtsstreit gelegen hatte, überlebte sie nur um ein Jahr.